# رمی موزس
رمی موزس (انگلیسی: Remi Moses؛ زادهٔ ۱۴ نوامبر ۱۹۶۰) یک بازیکن فوتبال اهل انگلستان است.
از باشگاه‌هایی که در آن بازی کرده‌است می‌توان به باشگاه فوتبال منچستر یونایتد و باشگاه فوتبال وست برومویچ آلبیون اشاره کرد.